# Henryk-Szyb
Henryk-Szyb – osada w Polsce, położona w województwie świętokrzyskim, w powiecie starachowickim, w gminie  Brody.
W latach 1975–1998 osada administracyjnie należała do województwa kieleckiego.
Osada jest administracyjną częścią wsi Lipie
Wierni Kościoła rzymskokatolickiego należą do parafii Świętej Trójcy w Starachowicach.